# Corticivora chica
Corticivora chica är en fjärilsart som beskrevs av Brown 1984. Corticivora chica ingår i släktet Corticivora och familjen vecklare. Inga underarter finns listade i Catalogue of Life.